# 双遼市
双遼市（そうりょう-し）は中華人民共和国吉林省四平市に位置する県級市。

## 地理
双遼市は吉林省・遼寧省・内モンゴル自治区三省が接するところに位置する。

## 歴史
清代は内蒙古哲里木盟科爾沁部左翼中旗・後旗達爾罕王及び勒葛合親王の狩猟場に指定されていた。1902年（光緒28年）に設置された遼源州を前身とする。中華民国が成立すると1913年（民国2年に遼源県と改称、満州国時代の1940年（康徳7年）に双山県と統合され双遼県に改編された。1996年6月7日に県級市に昇格し双遼市となった。

## 行政区画
6街道、8鎮、3郷、1民族郷を管轄：
- 街道：鄭家屯街道、遼西街道、遼南街道、遼北街道、遼東街道、紅旗街道
- 鎮：茂林鎮、双山鎮、臥虎鎮、服先鎮、王奔鎮、玻璃山鎮、興隆鎮、東明鎮
- 郷：柳条郷、新立郷、永加郷
- 民族郷：那木モンゴル族郷

## 経済
農業資源の豊かなところで、松遼平原の「黄金玉米帯」（玉米：トウモロコシ）の一部をなすと同時に水稲、落花生、大豆、砂糖の原料、野菜などを産する。広大な草原を持ち水資源が豊富である。
9億トンを越える珪砂の埋蔵量を有し、世界四大珪砂鉱山の一つといわれており、北方のシリコン原料基地となっている。

## 交通

### 鉄道
- 中国国家鉄路集団
  - 双遼駅 - 大鄭線、平斉線の接続駅

### 道路

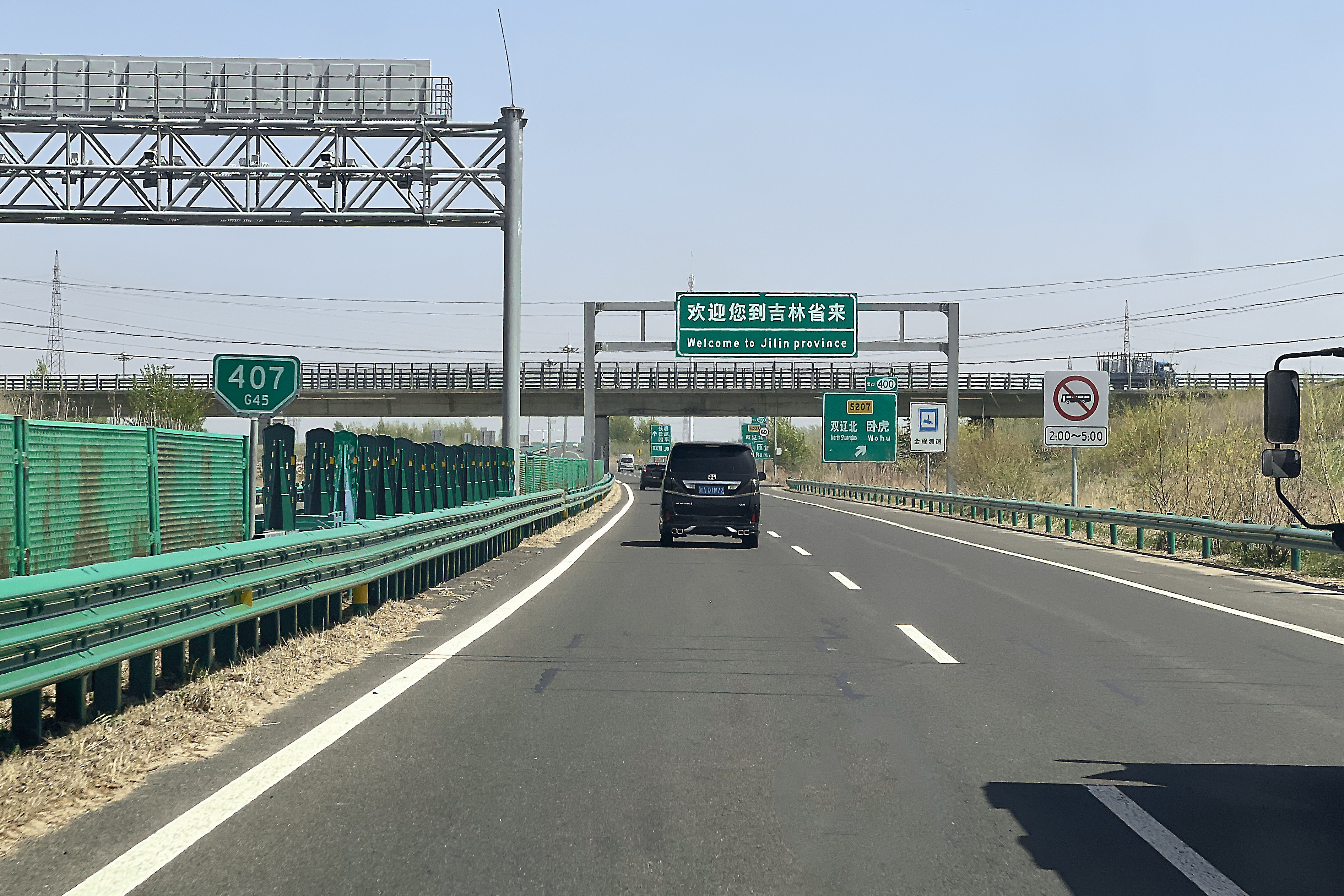
大広高速道路　内モンゴル自治区との省境付近

- 高速道路
  -  長深高速道路
  -  集双高速道路（中国語版）
  -  大広高速道路
  -  双嫩高速道路（中国語版）
- 国道
  -  G203国道（中国語版）
  -  G231国道（中国語版）
  -  G303国道